# Buslijn 318
Buslijn 318 Brussel - Moorsel - Leuven was een buslijn uitgebaat door De Lijn die Brussel via Moorsel met Leuven verbondt. Tot 1 september 2010 was het traject vanuit Brussel beperkt tot Vrebos. Sindsdien is het tijdens de spitsuren de snelste manier om per bus tussen Leuven en Brussel te reizen, zij het enkel op weekdagen. De Lijn bestaat sinds 1 maart 2004. Madou wordt bediend sinds 13 december 2009.

## Frequentie
Eén bus per uur. Tijdens de week rijden deze ook om de 30 minuten door naar Leuven via de Tervuursesteenweg en de zuidkant van de Leuvense ring tot 10u en 's avonds tussen 17 en 20u.

## Route
- Dynamische kaart op Openstreetmap met mogelijkheid tot inzoomen, omgeving bekijken en export als GPX

## Externe verwijzingen
- haltelijst
- routeplan
- Website De Lijn